# John Gibson Paton
 John Gibson Paton (24 de maio de 1824 - 28 de janeiro de 1907), foi um missionário protestante escocês nas Ilhas Novas Hébridas (atual Vanuatu). Ele trouxe para os nativos das Novas Hébridas a educação e o cristianismo. Ele desenvolveu pequenas indústrias para eles, como a fabricação de chapéus. Ele advogou fortemente contra uma forma de escravidão chamada de "Blackbirding", que envolvia sequestrar os nativos e forçá-los a trabalhar na Nova Zelândia e em outros lugares.
Embora seu trabalho nas Novas Hébridas fosse difícil e muitas vezes perigoso, Paton pregou, criou uma família e trabalhou para angariar apoio na Escócia para o trabalho missionário. Ele também fez campanha para persuadir a Grã-Bretanha a anexar as Novas Hébridas. Ele era um homem de caráter e personalidade robustos. Paton também era um autor capaz. Ele é considerado um exemplo e uma inspiração para o trabalho missionário.

## Início de vida
Paton nasceu em 24 de maio de 1824, em uma casa de fazenda em Braehead, Escócia. Ele era o mais velho dos 11 filhos de James e Janet Paton. James Paton era um fabricante de meias e mais tarde um colportor. James e sua esposa Janet e seus três filhos mais velhos, mudaram-se c.1828/29 de Braehead para Torthorwald no mesmo condado. Lá, em uma humilde cabana de três cômodos, seus pais criaram cinco filhos e seis filhas.
John, a partir dos 12 anos, começou a aprender o ofício de seu pai fabricante de meias e, durante quatorze horas por dia, manipulava uma das seis "armações de meias" da oficina do pai. No entanto, ele ainda estudava durante as duas horas destinadas a cada dia para comer suas refeições. Durante esses anos, Paton foi muito influenciado pela devoção de seu pai, que ia três vezes ao dia ao seu "quarto de oração" e que conduzia as orações familiares duas vezes ao dia.
Durante sua juventude, Paton sentiu-se chamado por Deus para servir como missionário no exterior. Eventualmente, ele se mudou para Glasgow (setenta milhas a pé para Kilmarnock e depois de trem para Glasgow), onde realizou estudos teológicos e médicos. Por alguns anos ele também trabalhou na distribuição de folhetos, ensinando na escola e trabalhando como missionário da cidade em uma área degradada de Glasgow.
Paton foi ordenado pela Igreja Presbiteriana Reformada em 23 de março de 1858. Em 2 de abril, em Coldstream, Berwickshire, Escócia, John G. Paton casou-se com Mary Ann Robson e 14 dias depois, em 16 de abril, acompanhados pelo Sr. Joseph Copeland, ambos partiram da Escócia para o Pacífico Sul.

## Primeiros anos em Novas Hébridas
John e Mary Paton desembarcaram na ilha de Tana, na parte sul das Novas Hébridas, em 5 de novembro de 1858 e construíram uma pequena casa em Port Resolution. Quando chegaram, o missionário canadense John Geddie (1815-1872) já trabalhava nas Novas Hébridas desde 1846, onde serviu principalmente na ilha de Aneityum .
Naqueles dias os nativos de Tana eram canibais. O casal de missionários estava cercado por "selvagens pintados que estavam envolvidos nas superstições e crueldades do paganismo em sua pior forma. Os homens e as crianças andavam em estado de nudez, enquanto as mulheres usavam pequenos aventais de grama ou de folhas". 
Três meses após sua chegada, um filho, Peter Robert Robson, nasceu em 12 de fevereiro de 1859. Mas apenas 19 dias depois, Mary morreu de febre tropical e pouco tempo depois o recém-nascido Peter também morreu aos 36 dias de idade.
Paton enterrou sua esposa e filho juntos, perto de sua casa em Resolution Bay. Ele passou noites dormindo em seu túmulo para protegê-los dos canibais locais. O túmulo ainda é acessível até hoje com uma placa marcando o local, erguida em 1996. 
Paton continuou infalivelmente com seu trabalho missionário, apesar da constante animosidade dos nativos e de muitos atentados contra sua vida. Durante um ataque, um navio chegou bem a tempo de resgatá-lo e levá-lo e aos missionários de outra parte da ilha, Sr. e Sra. Mathieson, para a segurança em Aneityum.

## Visita à Austrália e Escócia e segundo casamento
De Aneityum, Paton foi primeiro para a Austrália, depois para a Escócia, para despertar maior interesse no trabalho das Novas Hébridas, recrutar novos missionários e, especialmente, levantar uma grande soma de dinheiro para a construção e manutenção de um veleiro para ajudar os missionários na obra de evangelização das Ilhas. Mais tarde, ele levantou uma quantia muito maior para construir um navio a vapor missionário.
Durante este tempo na Escócia, em 17 de junho de 1864, em Edimburgo, Escócia, Paton casou-se com Margaret Whitecross, uma descendente dos chamados "Cavaleiros Whitecross". Seu filho Robert Robson Paton nasceu em Victoria Square, Adelaide, em 24 de março de 1865.

## Retorno às Novas Hébridas
Chegando de volta às Novas Hébridas em agosto de 1866, John e sua nova esposa estabeleceram uma nova estação missionária na Ilha Aniwa, a ilha mais próxima de Tana. Lá eles moravam em uma pequena cabana nativa enquanto construíam uma casa para si e duas casas para crianças órfãs. Mais tarde, uma igreja, uma gráfica e outros edifícios foram erguidos.
Em Aniwa eles encontraram os nativos muito parecidos com os de Tana – “As mesmas superstições, as mesmas crueldades e depravações canibais, a mesma mentalidade bárbara, a mesma falta de impulsos altruístas ou humanitários estavam em evidência”.
No entanto, eles continuaram em seu trabalho missionário e foi lá em Aniwa que nasceram 6 de seus 10 filhos, 4 dos quais morreram na primeira infância ou na infância. Seu quarto filho, Frank Hume Lyall Paton, que os seguiu como missionário nas Novas Hébridas, foi um dos nascidos na Ilha Aniwa .
John aprendeu a língua e a reduziu à escrita. Maggie deu aulas para uma turma de cerca de cinquenta mulheres e meninas que se tornaram especialistas em costura, canto e tranças de chapéus e leitura. Eles treinaram os professores, traduziram, imprimiram e expuseram as Escrituras, ministraram aos doentes e moribundos, dispensaram remédios todos os dias, ensinaram-lhes o uso de ferramentas, realizaram cultos todos os dias do Senhor e enviaram professores nativos a todas as aldeias para pregar o evangelho. .
Suportando muitos anos de privação, perigo de nativos e doenças, eles continuaram com seu trabalho e depois de muitos anos de ministério paciente, toda a ilha de Aniwa professou o cristianismo. Em 1899 Paton viu impresso o  seu Novo Testamento na língua local e o estabelecimento de missionários em vinte e cinco das trinta ilhas das Novas Hébridas. 

## Anos finais

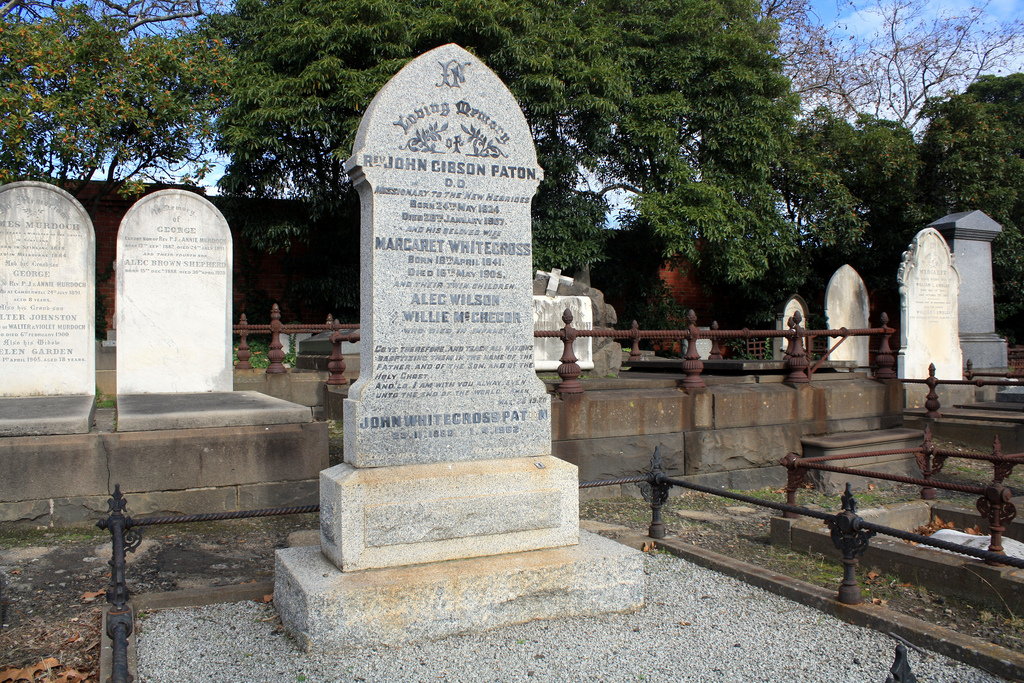
A sepultura de John e Margaret Paton no cemitério Boroondara em Kew, Victoria

Maggie Whitecross Paton morreu aos 64 anos em 16 de maio de 1905 em "Kennet" - que se acredita ser a casa da família em 74 Princess Street, Kew, Victoria, Austrália.
Paton morreu aos 82 anos em 28 de janeiro de 1907 em Cross St, Canterbury, Victoria, Austrália.
Ambos estão enterrados em Boroondara, no cruzamento da High Street e Park Hill Road, Kew, Victoria.
O grupo de estudantes do Presbyterian Theological College em Victoria é nomeado em sua homenagem.